# La vita, istruzioni per l'uso
La vita, istruzioni per l'uso è un romanzo del 1978 di Georges Perec. Il libro valse all'autore, nello stesso anno, il Prix Médicis.
Il libro, probabilmente il più noto di Perec, è dedicato alla memoria di Queneau ed è stato indicato da Calvino come esempio di iperromanzo.
Il romanzo narra la vita dei diversi abitanti di Rue Simon-Crubellier 11 (una via immaginaria situata nel XVII arrondissement): un caseggiato di 10 piani, 10 stanze per piano, a formare un "biquadrato" di 100 elementi che lo stesso Perec così descrive: «Immagino uno stabile parigino cui sia stata tolta la facciata... in modo che, dal pianterreno alle soffitte, tutte le stanze che si trovano sulla parte anteriore dell'edificio siano immediatamente e simultaneamente visibili».
Il racconto procede, tra le stanze del caseggiato, seguendo lo schema ad "L" del movimento del cavallo nel gioco degli scacchi e tocca così tutte le stanze, tranne una: i capitoli del libro sono infatti novantanove, non cento.
In ottemperanza agli obiettivi dell'OuLiPo, Perec crea nel libro - tra le altre cose - un complesso sistema (al quale si riferisce come "macchina per ispirare racconti") che genera, a partire da ciascun capitolo, una lista di elementi - oggetti o riferimenti - che il capitolo dovrebbe poi contenere o ai quali dovrebbe alludere. Nel libro compaiono 42 liste di 10 oggetti ciascuna, riunite in 10 gruppi di 4 elementi e due gruppi contenenti liste di "coppie". Alcuni esempi:
- numero delle persone coinvolte
- lunghezza del capitolo come numero di pagine
- un'attività
- una posizione del corpo
- emozioni
- un animale
- materiale di lettura
- nazioni
- due liste di scrittori, dei quali è richiesta una citazione.

Sebbene il romanzo abbia una precisa collocazione temporale - «qualche minuto prima delle otto di sera» del 23 giugno 1975 (pochi istanti dopo la morte del protagonista) - le storie che lo animano abbracciano un ampio arco temporale: tra il 1875 ed il 1975.

## Trama
Protagonista della storia principale è il miliardario Bartlebooth (il nome sintetizza quelli di altri due personaggi letterari: Barnabooth il miliardario di Valery Larbaud e Bartleby lo scrivano di Herman Melville) il quale sceglie «di fronte all'inestricabile incoerenza del mondo [...], di portare fino in fondo un programma, ristretto, sì, ma intero, intatto, irriducibile. [...] di organizzare tutta la sua vita intorno a un progetto unico la cui necessità arbitraria non avrebbe avuto uno scopo diverso da sé»; inizia così, a vent'anni, a compiere il suo progetto: per dieci anni, pur da non interessato, impara l'arte dell'acquerello dal pittore Valène, poi, per vent'anni, viaggia il mondo dipingendo su fogli di carta Whatman, e ogni quindici giorni circa, una «marina» e spedendo poi il quadro ad un artigiano specializzato, Winckler, che dopo aver incollato l'acquerello su di una tavola, costruisce un puzzle di solo 750 pezzi; infine, nei vent'anni successivi e dopo essere tornato in Francia, Bartlebooth ricompone i puzzle, di nuovo uno ogni quindici giorni e nell'ordine nel quale sono stati creati: i quadri, staccati dal loro supporto e ricomposti come fossero i dipinti originari, sono rispediti nei luoghi nei quali erano stati dipinti e quindi immersi «in una soluzione solvente da cui non sarebbe riemerso che un foglio di carta Whatman, vergine e intatto. Così, non sarebbe rimasta traccia alcuna di quella operazione che, per cinquant'anni, aveva completamente mobilitato il suo autore.» 
Bartlebooth non riuscirà però a compiere per intero la sua impresa; al momento della morte rimane un solo pezzo per completare il 439-esimo puzzle: ma mentre il pezzo mancante ha la forma di una "X", quello rimasto nelle mani di Bartlebooth ha la forma di una "W".

## Edizioni italiane
- La vita, istruzioni per l'uso, collana Scala Stranieri, traduzione di Dianella Selvatico Estense, Milano, Rizzoli, marzo 1984, ISBN 978-88-176-7680-9. - Collana BUR, Milano, Rizzoli, maggio 1989, ISBN 88-17-11025-6; Collana BUR La Scala, Rizzoli, giugno 1997, ISBN 978-88-171-0604-7; Collana BUR Scrittori Contemporanei, Rizzoli, 2005, ISBN 978-88-170-0553-1; Collana BUR Narrativa, Rizzoli, 2025, ISBN 978-88-171-9372-6.